# ジェイク・イーダー
ジェイコブ・アンドリュー・イーダー（Jacob Andrew Eder, 1998年10月9日 - ）は、アメリカ合衆国フロリダ州パームビーチ郡ボイントンビーチ出身のプロ野球選手（投手）。左投左打。MLBのワシントン・ナショナルズ所属。

## 経歴

### プロ入り前
2017年のMLBドラフト34巡目（全体1027位）でニューヨーク・メッツから指名されたが、この時は契約せずにヴァンダービルト大学へ進学した。

### プロ入りとマーリンズ傘下時代
2020年のMLBドラフト4巡目（全体104位）でマイアミ・マーリンズから指名され、プロ入り。なお、この年は新型コロナウイルスの影響でマイナーリーグの試合が開催されなかったため、公式戦の登板は無かった。
2021年、傘下のAA級ペンサコーラ・ブルーワフーズでプロデビュー。7月にはオールスター・フューチャーズゲームのナショナルリーグ選抜に選出された。
2022年は故障により、一年を棒に振った。
2023年はAA級ペンサコーラとA+級ジュピター・ハンマーヘッズで登板した。

### ホワイトソックス時代
2023年のシーズン途中にシカゴ・ホワイトソックスに移籍し、AA級バーミングハム・バロンズに配属された。
2024年7月19日にAAA級シャーロット・ナイツに昇格して9月13日にメジャー初昇格を果たすと。4日後のセントルイス・カージナルス戦でメジャーデビュー（この試合では3番手で登板して2イニングを被安打2、1失点）。この年メジャーでは上記の1試合のみに登板した。
2025年3月27日にニック・メイトン、トラビス・ジャンコウスキーらと入れ替わってドミニク・フレッチャーとともにDFAとなった。

### エンゼルス時代
2025年3月31日に金銭トレードでロサンゼルス・エンゼルスに移籍し、同日中にマイケル・ピーターセンと入れ替わってアクティブ・ロースター入りした。ここでは後述の移籍前までに8試合に登板して防御率4.91、15奪三振などを記録した。

### ナショナルズ時代
2025年7月30日にアンドリュー・チェイフィンとルイス・ガルシアとのトレードで、サム・ブラウンとともにワシントン・ナショナルズに移籍した。移籍後はオプションでAAA級ロチェスター・レッドウィングスに配属となった。

## 投球スタイル
92〜95mphの速球と70mph台後半のカーブを主体とするスピンレートに優れた左腕である。

## 詳細情報

### 年度別投手成績
| 年 度    | 球 団    | 登 板 | 先 発 | 完 投 | 完 封 | 無 四 球 | 勝 利 | 敗 戦 | セ 丨 ブ | ホ 丨 ル ド | 勝 率 | 打 者 | 投 球 回 | 被 安 打 | 被 本 塁 打 | 与 四 球 | 敬 遠 | 与 死 球 | 奪 三 振 | 暴 投 | ボ 丨 ク | 失 点 | 自 責 点 | 防 御 率 | W H I P |
| -------- | -------- | ----- | ----- | ----- | ----- | -------- | ----- | ----- | -------- | ----------- | ----- | ----- | -------- | -------- | ----------- | -------- | ----- | -------- | -------- | ----- | -------- | ----- | -------- | -------- | ------- |
| 2024     | CWS      | 1     | 0     | 0     | 0     | 0        | 0     | 0     | 0        | 0           | ----  | 9     | 2.0      | 2        | 0           | 1        | 0     | 1        | 1        | 1     | 0        | 1     | 1        | 4.50     | 1.50    |
| MLB：1年 | MLB：1年 | 1     | 0     | 0     | 0     | 0        | 0     | 0     | 0        | 0           | ----  | 9     | 2.0      | 2        | 0           | 1        | 0     | 1        | 1        | 1     | 0        | 1     | 1        | 4.50     | 1.50    |

- 2024年度シーズン終了時

### 年度別守備成績
| 年 度 | 球 団 | 投手（P） | 投手（P） | 投手（P） | 投手（P） | 投手（P） | 投手（P） |
| 年 度 | 球 団 | 試 合     | 刺 殺     | 補 殺     | 失 策     | 併 殺     | 守 備 率  |
| ----- | ----- | --------- | --------- | --------- | --------- | --------- | --------- |
| 2024  | CWS   | 1         | 0         | 0         | 0         | 0         | ----      |
| MLB   | MLB   | 1         | 0         | 0         | 0         | 0         | ----      |

- 2024年度シーズン終了時

### 背番号
- 39（2024年 - 2025年7月23日）

### 記録
MiLB
- オールスター・フューチャーズゲーム選出：1回（2021年）